# 9 de gener
El 9 de gener és el novè dia de l'any del calendari gregorià. Queden 356 dies per a finalitzar l'any i 357 en els anys de traspàs.

## Esdeveniments
Països Catalans
- 1708 - Alcoi és ocupat per les tropes borbòniques.
- 1951 - Barcelona: Arriba, per primer cop a l'Estat espanyol, la Sisena flota americana, fet que tindrà un impacte econòmic, social i polític molt important.

Resta del món
- 1693 - Un terratrèmol destrueix seixanta pobles i llogarrons de Sicília i causa la mort a més de 50.000 persones.
- 1768 - Londres: Philip Astley crea el primer circ modern.
- 1822 - Brasil: Dia del Fico, acte de rebel·lia del príncep Pere, rebutjant acomplir les ordres de les corts portugueses i romanent al Brasil, iniciant un conflicte que el duria a declarar la independència aquell setembre.[1]
- 1837 - Puixkin, poeta rus, és ferit greument en un duel.
- 1863 - S'inaugura el metro de Londres, el primer ferrocarril subterrani del món, de set quilòmetres de longitud.
- 1879 - Xile - Es dicta la llei d'educació secundària, que disposa que hi ha d'haver almenys un liceu a cada província.
- 1923 - Juan de la Cierva fa el primer vol en autogir a Madrid.
- 1939 - Líbia és incorporada al territori d'Itàlia.
- 1991 - Primer or de la història de la natació espanyola en guanyar Martín López Zubero la final dels 200 esquena en el Campionat del Món.
- 2011 - Comencen les votacions del referèndum sobre la independència de Sudan del Sud, les quals duren fins al dia 15 de gener.

## Naixements
Països Catalans

- 1850 - Reus: Lluís Quer Cugat, escriptor i economista.
- 1855 - Reus: Eduard Toda i Güell, diplomàtic, egiptòleg, antropòleg, escriptor, historiador, bibliògraf i filantrop català (m. 1941).
- 1893 - Vilamarxant, Camp de Túria: María Cora Muñoz Raga –Cora Raga–, mezzosoprano valenciana (m. 1980).[2]
- 1904 - Barcelona: Josep Miracle i Montserrat, escriptor i lingüista català (m. 1998).
- 1947 - Castelló de la Plana: Biel Mesquida Amengual, escriptor mallorquí.
- 1948 - Eivissa, Illes Balears: Josep Marí Marí, escriptor i pintor.
- 1950 - Roanne, França: Pia Crozet, escultora francesa establerta a Catalunya des dels anys setanta.[3]

Resta del món
- 727 - Luoyang (Xina): Emperador Daizong de Tang (xinès: 唐代宗), va ser el vuitè emperador de la Dinastia Tang (m. 779).[4]
- 1763 - Rehestädt: Karl Gottlieb Umbreit, organista i compositor alemany.
- 1868 - Irene Parlby, política feminista i activista social canadenca, ministra i senadora (m. 1965).[5]
- 1875 - Nova York: Gertrude Vanderbilt Whitney, escultora i filantropa nord-americana (m.1942).[6]
- 1859 - Ripon, Wisconsin (EUA): Carrie Chapman Catt, sufragista estatunidenca (m. 1947)[7]
- 1890 - Malé Svatonovice (Txèquia): Karel Čapek, escriptor txec, creador del terme robot (m. 1938).
- 1902 - Barbastre, Aragó: Josepmaria Escrivà de Balaguer, sant espanyol, fundador de l'Opus Dei.
- 1908 - París, França: Simone de Beauvoir, novel·lista, filòsofa existencialista, professora i feminista francesa.[8]
- 1913 - Yorba Linda, Califòrnia: Richard Nixon, president dels Estats Units.
- 1914:
  - - Pittsburgh (els EUA): Kenny Clarke, bateria de jazz estatunidenc, inventor de la bateria moderna (m. 1985).
  - - Chongqing (Xina): Lucien Bodard, periodista i escriptor francès, Premi Goncourt de l'any 1981 (m. 1998).
- 1920 - Recife, Brasil: João Cabral de Melo Neto, poeta, assagista i diplomàtic brasiler (m. 1999).
- 1921 - Budapest: Ágnes Keleti, gimnasta artística hongaresa, guanyadora de deu medalles olímpiques.[9]
- 1922 - Raipur, Panjab (Índia Britànica): Har Gobind Khorana, biòleg, Premi Nobel de Medicina o Fisiologia de l'any 1968 (m. 2011).
- 1940 - Llemotges (França): Pierre Combescot, escriptor, periodista i crític musical francès, Premi Goncourt de l'any 1991 (m. 2017)
- 1941 - Staten Island, Ciutat de Nova York: Joan Baez, cantant estatunidenca.
- 1941 - Roma: Elena Ornella Paciotti, jutgessa i política italiana.
- 1956 - 
  - Londres, Anglaterra: Imelda Staunton, actriu anglesa.
  - Würzburg, Alemanya: Waltraud Meier, mezzosoprano i soprano alemanya especialitzada en papers wagnerians.[10]
- 1959 - Guatemala: Rigoberta Menchú, Premi Nobel de la Pau el 1992.[11]
- 1961 - Little River, Kansas: Sandra Myers, atleta estatunidenca i després espanyola, i musicòloga.[12]
- 1973: Angela Bettis, actriu estatunidenca.
- 1974 - Ubrique, província de Cadis: Jesulín de Ubrique, torero espanyol.

## Necrològiques
Països Catalans
- 1893, València: Joaquim Balader i Sanchis, dramaturg valencià (n. 1828).
- 1904, Barcelona: Josep Coll i Britapaja, compositor, especialment de sarsueles
- 1920, Barcelona: Miquel dels Sants Oliver i Tolrà, periodista i escriptor mallorquí
- 1950, Barcelona: Wenceslao Jiménez Orive, guerriller antifranquista del grup Los Maños, mort a trets per la policia.[13]
- 1965, València: Ana María Ibars Ibars, escriptora i mestra valenciana[14]
- 1971, Súria: Salvador Perarnau i Canal, poeta i Mestre en Gai Saber
- 2014, Barcelona; Josep Maria Castellet, escriptor, crític literari i editor català

Resta del món
- 1514, Blois: Anna de Bretanya, reina de França i duquessa de Bretanya[15]
- 1799, Milà, ducat de Milà: Maria Gaetana Agnesi, matemàtica milanesa, poliglota i polemista il·lustrada[16]
- 1842, Bolonya: Maria Dalle Donne, metgessa, ginecòloga, professora italiana, directora de la Universitat de Bolonya[17]
- 1848, Hannover, Alemanya: Caroline Herschel, astrònoma d'origen alemany nacionalitzada britànica[18]
- 1853, Zamora, Espanya: Juan Nicasio Gallego, prevere i poeta espanyol.
- 1873, Kent, Anglaterra: Napoleó III, darrer monarca de França.
- 1878, Roma, Regne d'Itàlia: Víctor Manuel II, rei i fundador del Regne d'Itàlia.
- 1887, Lisboa: Josephine Amann-Weinlich, pianista, violinista, directora d'orquestra i compositora austríaca, fundadora de la primera orquestra femenina d'Europa (n. 1848).[19]
- 1905, Marsella: Louise Michel, destacada anarquista francesa i una de les principals figures de la Comuna de París.[20]
- 1918, Ivry-sur-Seine (França): Charles-Émile Reynaud, inventor i pioner del cinema d'animació francès
- 1923, Fontainebleau, França: Katherine Mansfield, escriptora modernista neozelandesa
- 1943: Anathon Aall, acadèmic noruec.
- 1949, Marsella: Odette Jasse, astrònoma, administradora de l'Observatori de Marsella.[21]
- 1954, Buenos Aires: Herminia Brumana, mestra, periodista i activista argentina, d'idees socialistes i anarquistes.
- 1956, Cincinnati, Ohioː Marion Leonard, actriu de cinema mut nord-americana[22]
- 1961, Cambridge, Massachusetts (EUA): Emily Greene Balch,sindicalista, escriptora i pacifista nord-americana, Premi Nobel de la Pau de l'any 1946[23]
- 1964, Istanbul, Turquia: Halide Edib Adıvar, escriptora, defensora dels drets de la dona i líder nacionalista turca.
- 2015, San Antonio, Texas: Dorothy Thomas, hematòloga estatunidenca, mare del trasplantament de medul·la (n. 1922).[24]
- 2017, Leeds, Regne Unit: Zygmunt Bauman, sociòleg polonès.
- 2018, Madrid: Maruja Callaved, presentadora, directora i realitzadora de televisió aragonesa (n. 1928).[25]

## Festes
- Balloon Ascension Day - Estats Units
- Día de los Mártires (Dol Nacional) - Palau, Panamà
- Onomàstica: sants Julià i Basilissa, Cels, Marcionil·la, Antoni, Anastasi i companys, màrtirs d'Antinòpolis; Marciana de Mauritània, màrtir; Lucrècia de Còrdova, màrtir; Pere de Sebaste; beata Alèxia Le Clerc, fundadora de la Congregació de la Mare de Déu de Canongesses de Sant Agustí.